# Радослав Майдан
Радослав Майдан (пол. Radosław Majdan, нар. 10 травня 1972, Щецин) — польський футболіст, що грав на позиції воротаря. Вихованець та багаторічний гравець клубу «Погонь» (Щецин), грав також у складі національної збірної Польщі.
У 2006—2009 роках був депутатом Сеймику Західнопоморського воєводства. Після закінчення кар'єри футболіста — футбольний функціонер та тренер воротарів. Періодично виступає у ролі спортивного коментатора. З 2012 року також є гітаристом рок-гурту «The Trash».

## Кар'єра гравця

### Клубна кар'єра
Радослав Майдан розпочав свою футбольну кар'єру в рідному місті Щецині в юнацькій команді клубу «Погонь». У першу команду клубу вперше заявлений ще у 1989 році, проте дебютував у І лізі лише в сезоні 1992—1993 років, 8 серпня 1992 року у програному з рахунком 0-3 матчі із «Рухом» (Хожув). Протягом тривалого часу був основним голкіпером щецинського клубу, який переважно грав у найвищому ешелоні польського футболу (лише в одному сезоні, 1996—1997 років, клуб грав у першій лізі). Найвищим досягненням футболіста у складі «Погоні» стала срібна медаль першості країни в сезоні 2000—2001 років. Увесь період виступів у складі щецинського клубу Майдан був улюбленцем уболівальників. Особливу повагу фанатів голкіпер отримав після того, як під час матчу із «Шльонськом» відібрав у вболівальника вроцлавського клубу викрадений ним транспарант «Погоні».
У цьому ж році Майдан перейшов із «Погоні» до клубу турецької Суперліги «Гезтепе» з Ізміру. У цьому клубі футболіст зіграв 31 матч сезону 2001—2002 в основному складі, проте після закінчення сезону перейшов до складу грецького клубу ПАОК із Салонік, у якому зіграв лише 4 матчі, проте став володарем Кубка Греції. Навесні 2003 року зіграв 6 матчів у складі турецького клубу «Бурсаспор», а улітку перейшов до складу ізраїльського клубу «Ашдод», у якому в І лізі відіграв 12 матчів. У зимовому міжсезонні контракт гравця викупив найсильніший на той час польський клуб — краківська «Вісла». Із краківською командою Радослав Майдан двічі в сезонах 2003—2004 та 2004—2005 ставав чемпіоном Польщі. Також у складі «Вісли» Майдан грав у кваліфікації Ліги Чемпіонів, а також у Кубку УЄФА. У сезоні 2005—2006 із клубом здобув срібні медалі першості Польщі. Проте у зв'язку із травмою у весняній частині турніру він поступився місцем у воротах «Вісли» Маріушу Павелеку, а після закінчення сезону клуб не продовжив контракт із Майданом. 30 червня 2006 року Радослав Майдан підписав дворічний контракт із своїм рідним клубом «Погонь».
21 жовтня 2006 року в матчі з «Одрою» у Водзіславі-Шльонському Радослав Майдан зіграв свій 300-й матч у польській Екстраклясі.
У 2007 році Майдан був обраний до наглядової ради клубу «Погонь», у складі якої працював протягом 3 місяців.
25 червня 2007 року Радослав Майдан підписав контракт із клубом «Полонія» з Варшави. У столичному клубі футболіст грав епізодично, переважно був дублером Себастьяна Пшировського. Футбольну кар'єру Майдан завершив у травні 2010 року, після чого працював прес-секретарем «Полонії».

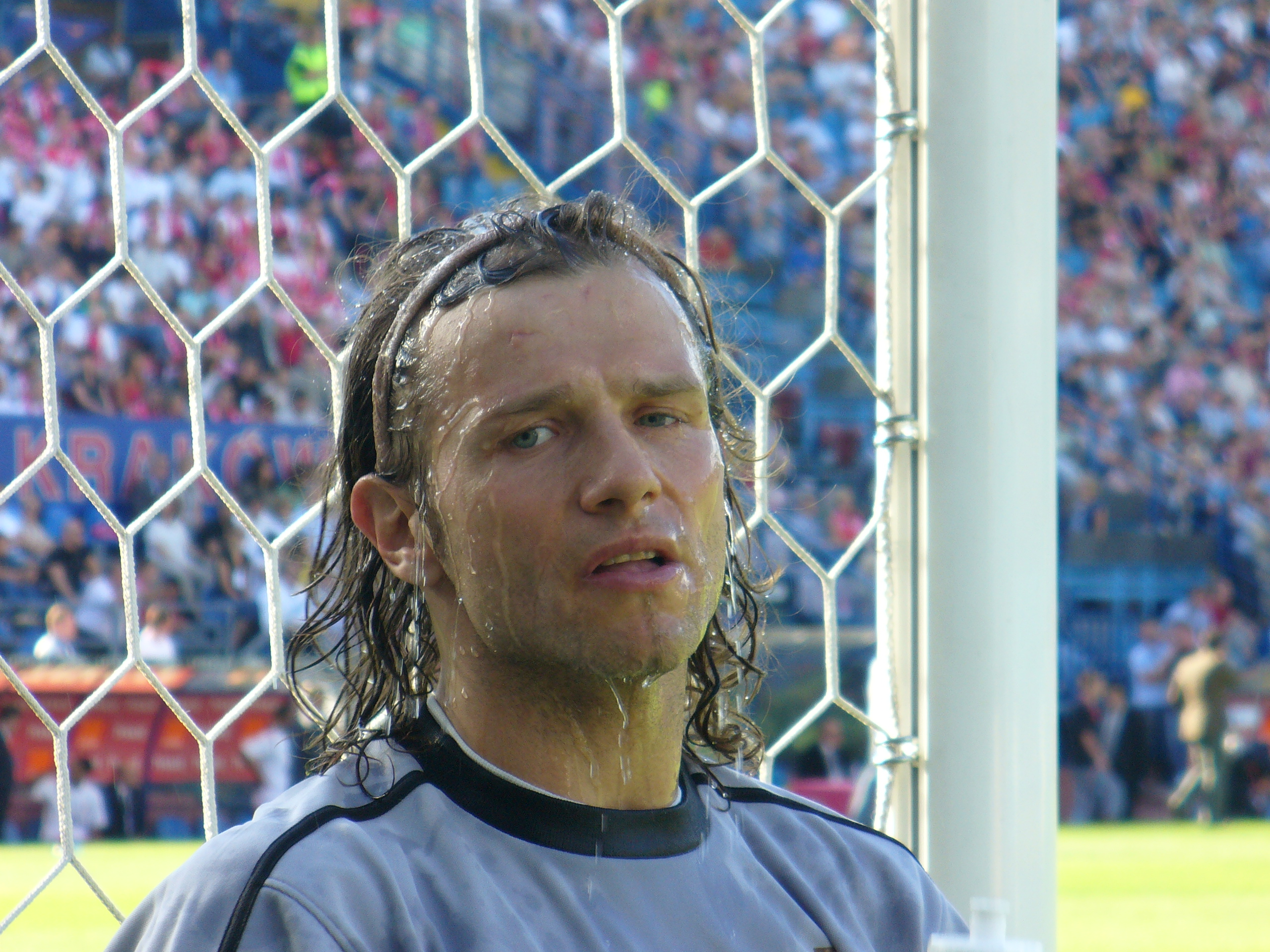
Радослав Майдан у складі «Вісли» (Краків) (2007)

### Виступи за збірну
У національній збірній Польщі Радослав Майдан дебютував 26 січня 2000 року в товариському матчі зі збірною Іспанії в Картахені, який польська збірна програла з рахунком 0-3. Протягом кар'єри у національній команді, яка тривала усього 3 роки, провів у формі головної команди країни 7 матчів. У складі збірної був учасником чемпіонату світу 2002 року в Японії і Південній Кореї, на якому зіграв 1 матч (єдиний на цьому турнірі, в якому польська збірна здобула перемогу) — у матчі зі збірною США, який поляки виграли з рахунком 3-1. Останній матч у складі польської збірної Радослав Майдан зіграв 21 серпня 2002 року зі збірною Бельгії, у якому було зафіксовано нічию 1-1.

### Пляжний футбол
Радослав Майдан грав також у збірній Польщі з пляжного футболу. Кар'єру в пляжному футболі Майдан завершив у 2009 році.

## Інша спортивна діяльність

### Футбольний тренер та функціонер
15 грудня 2009 Радослав Майдан призначений спортивним директором та начальником клубу «Полонія». З травня 2010 року Майдан також виконував обов'язки прес-секретаря клубу. У сезоні 2011—2012 Радослав Майдан був тренером воротарів варшавського клубу.

### Спортивний коментатор
Радослав Майдан періодично виступає у ролі коментатора футбольних матчів (на каналах польського телебачення, зокрема TVP Sport).

## Медійна персона

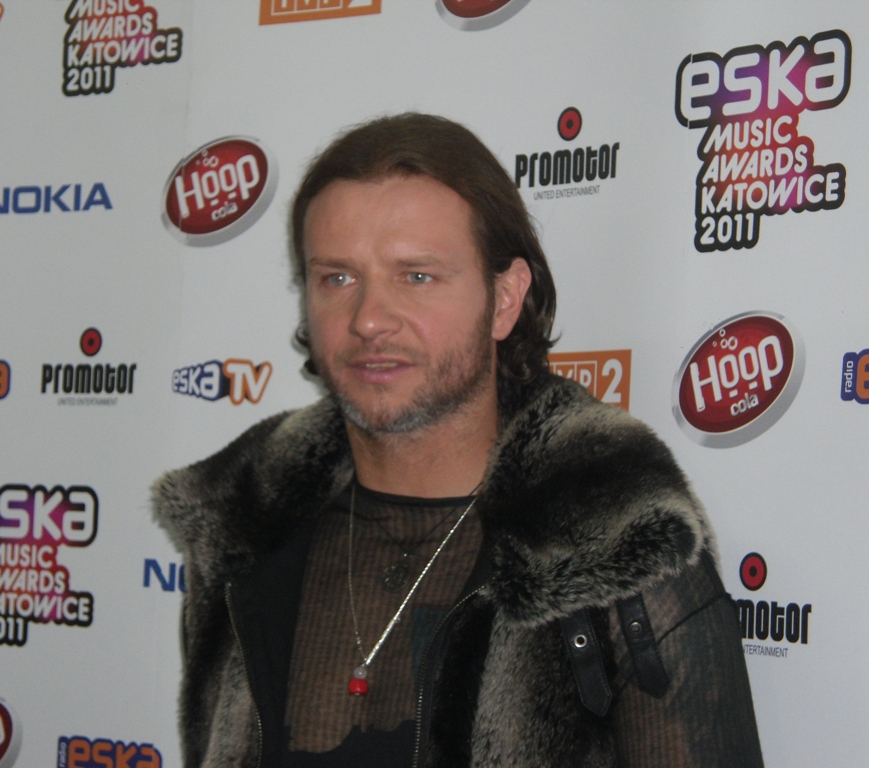
Радослав Майдан під час Eska Music Awards 2011, травень 2011

У мас-медіа Радослава Майдана називають «польським Бекхемом» i зірковою персоною. Його фотосесії презентували польські журнали, зокрема: «CKM» (2004), «Gala» (2006), фотосесія з Ізабелою Янаховською для журналу «Joy» (2009). Він також є моделлю у рекламній кампанії парфумів для чоловіків італійської марки «Tonino Lamborghini». Пов'язаний контрактом із модельним агентством «Mag Models». У 2012 році став послом торгової марки одягу «Pako Lorente». 10 травня 2012 вийшла у світ біографія футболіста під назвою «Перша половина» (пол. Pierwsza połowa). Посвячена ця книжка Анні Прус, колишній партнерці Майдана. Радослав Майдан є частим учасником різноманітних телевізійних програм та конкурсів, разом з іншими польськими музикантами записав кілька теледисків, знімався в кількох рекламних роликах та в кліпі співачки Касі Нови на пісню «Shake It». Радослав Майдан знявся також у трьох польських фільмах: «Хихотіння долі» в ролі спортивного коментатора, «П'ятий стадіон» (у якому зіграв себе самого), та «Барви щастя» в ролі спортивного коментатора.

## Музична кар'єра
Із 2012 року Радослав Майдан є гітаристом рок-гурту «The Trash», із яким 25 січня 2013 дебютував піснею «Na niby». Разом із Майданом до складу гурту входять Пйотр Конца, Себастьян Пекарек, Марцін Клейбер та Радослав Овчаж.

## Суспільна, політична та бізнесова діяльність
Радослав Майдан є співзасновником фонду, що має на меті покращення спортивної інфраструктури Щецина. Кілька років тому був співвласником, разом із Мареком Вальбургом, бару «Planet Rock Pub» у Щецині. У 2011 році створив власну марку парфумів «Vabun».
У листопаді 2006 року обраний депутатом Сеймику Західнопоморського воєводства (на виборах набрав більш ніж 15 тисяч голосів) за списком Громадянської платформи. У червні 2009 року відмовився від депутатського мандату..
У жовтні 2014 року Радослав Майдан включений до наглядової ради біржової спілки MBF Group S.A.

## Судовий процес
У ніч зz 27 на 28 липня 2008 року в пансіонаті «Villa Siesta» в Мєльні Радослав Майдан був затриманий за перешкоджання виконанню службових обов'язків поліцейськими. У цій сутичці брали участь також інші футболісти: Пйотр Шверчевський і Ярослав Хвастек. Прокуратура розпочала розсідлування у даній справі. Радослава Майдана відпустили із ув'язнення під заставу 50 тисяч злотих.
Судовий процес у даній справі розпочався у червні 2009 року, на якому футболістів звинувачували в тому, що під час їх перебування на місці події вони силоміць примушували поліцейських до невиконання службових обов'язків та проявляли неповагу до поліцейських. 15 червня 2010 оголошено вирок у цій справі, згідно якого кошалінський районний суд присудив Майдану грошовий штраф (Пйотр Шверчевський засуджений до піврічного ув'язнення із відстрочкою виконання вироку на два роки, Ярослав Хвастек відбувся лише умовним покаранням).

## Особисте життя
Першою дружиною футболіста була польська проектантка моди Сильвія Майдан, Місс Публічність Західнопоморської Землі 1998 року. Другою дружиною Майдана була польська співачка Дода у 2005—2008 роках. у 2012 був у відносинах із Анною Прус. 10 вересня 2016 одружився з Малгожатою Роженек, із якою перебував у відносинах із 2013 року.

## Титули і досягнення
- Чемпіон Польщі (2):

«Вісла»: 2003–2004, 2004–2005
- Володар Кубка Греції: (1):

ПАОК: 2002–2003